# Belonogaster adenensis
Belonogaster adenensis är en getingart som beskrevs av Giordani Soika 1957. Belonogaster adenensis ingår i släktet Belonogaster och familjen getingar. Utöver nominatformen finns också underarten B. a. somaliensis.